# Prunkhallon
Prunkhallon (Rubus spectabilis) är en rosväxtart som beskrevs av Frederick Traugott Pursh. Prunkhallon ingår i släktet rubusar, och familjen rosväxter. Utöver nominatformen finns också underarten R. s. franciscanus.

## Bildgalleri

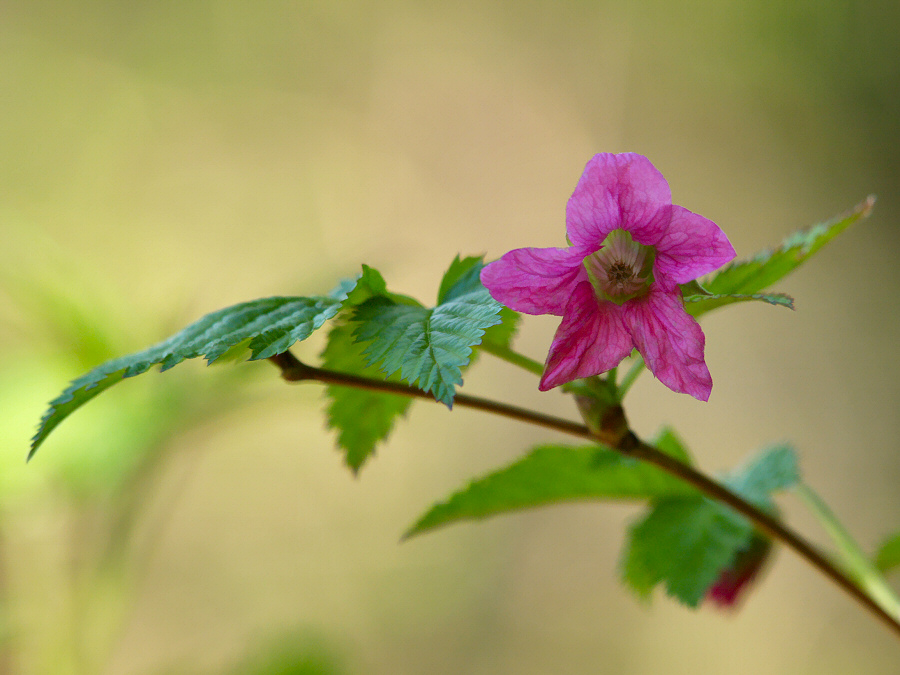
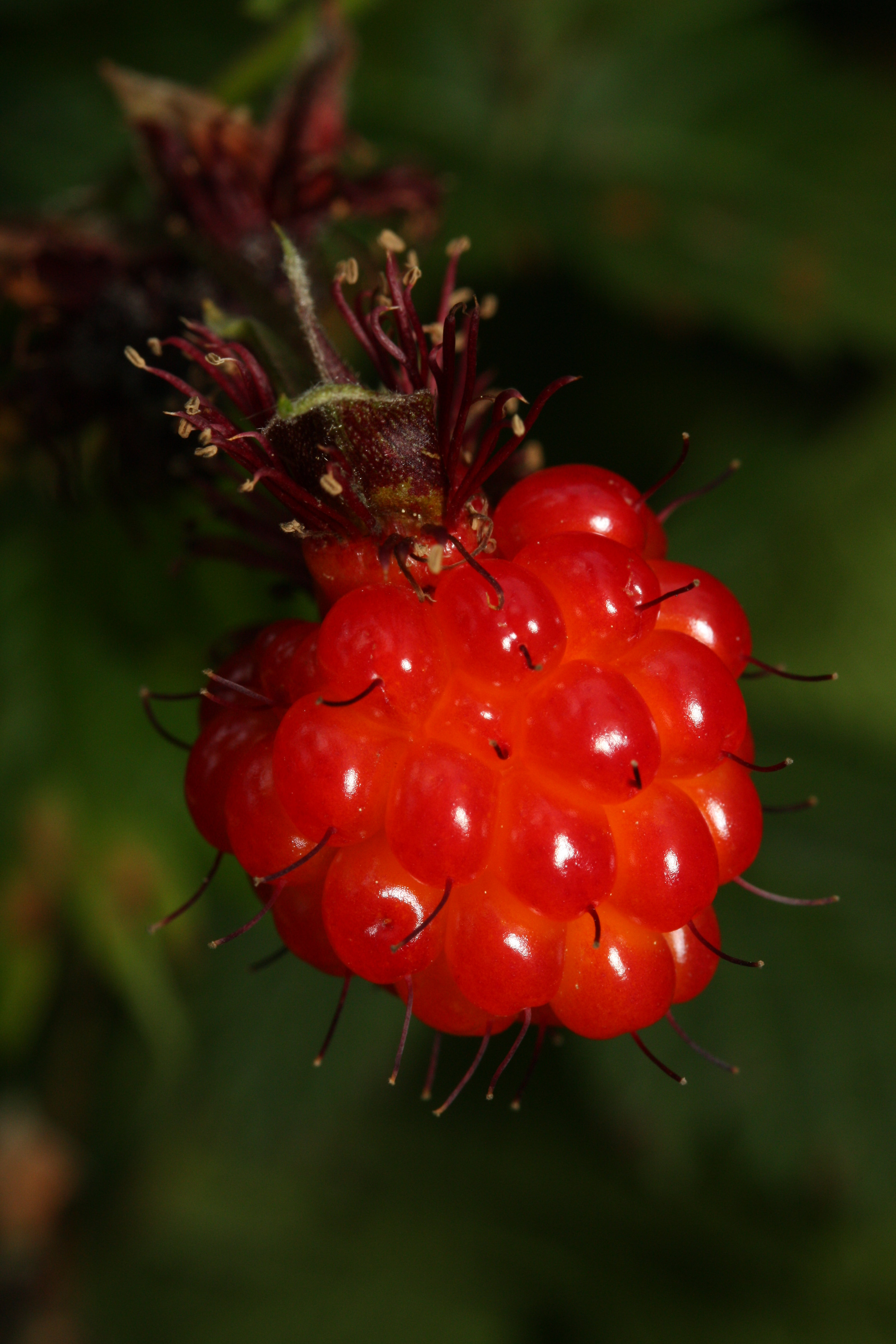
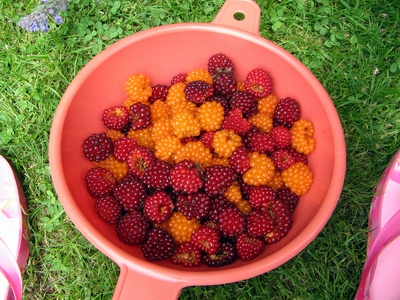
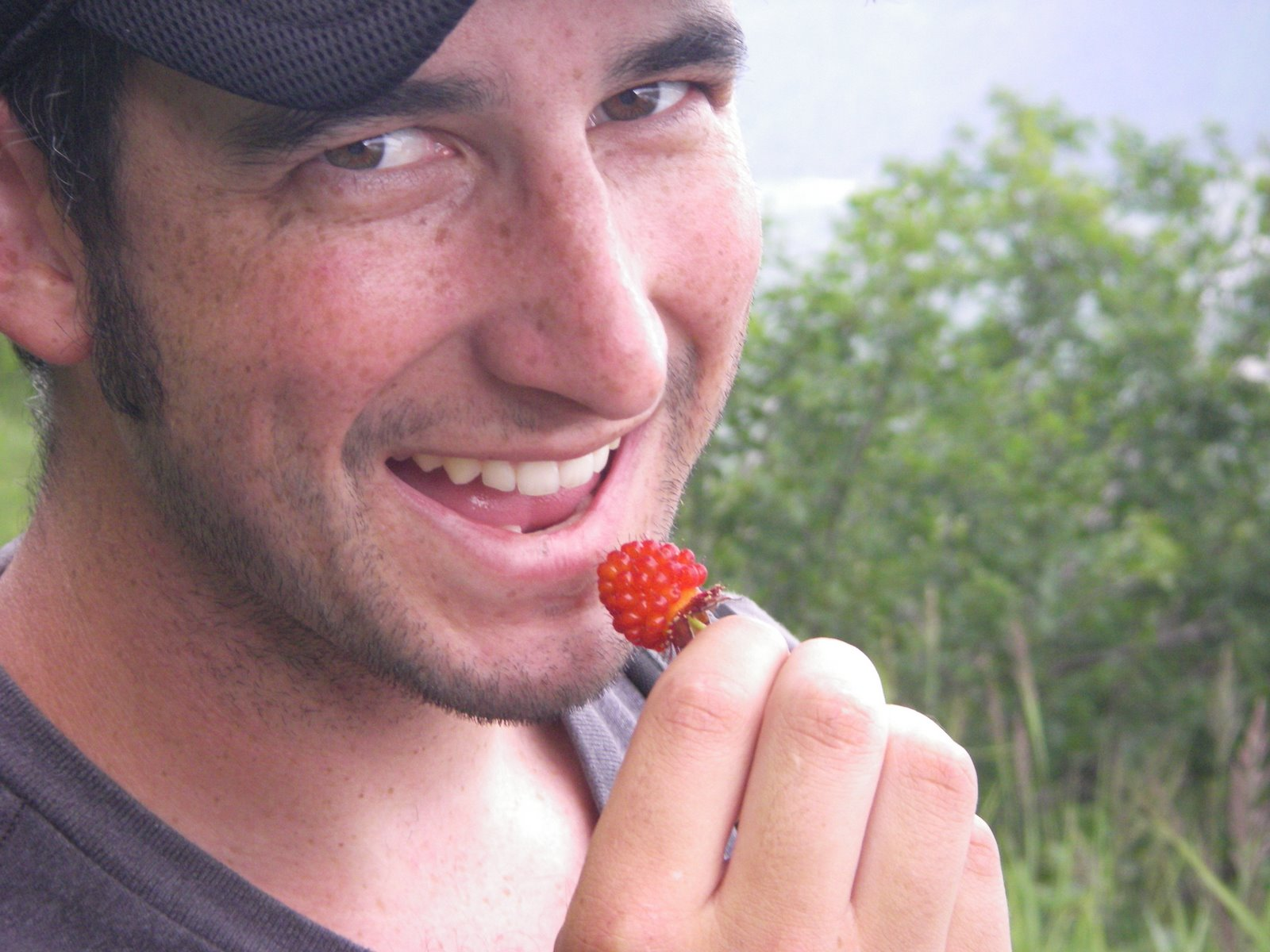
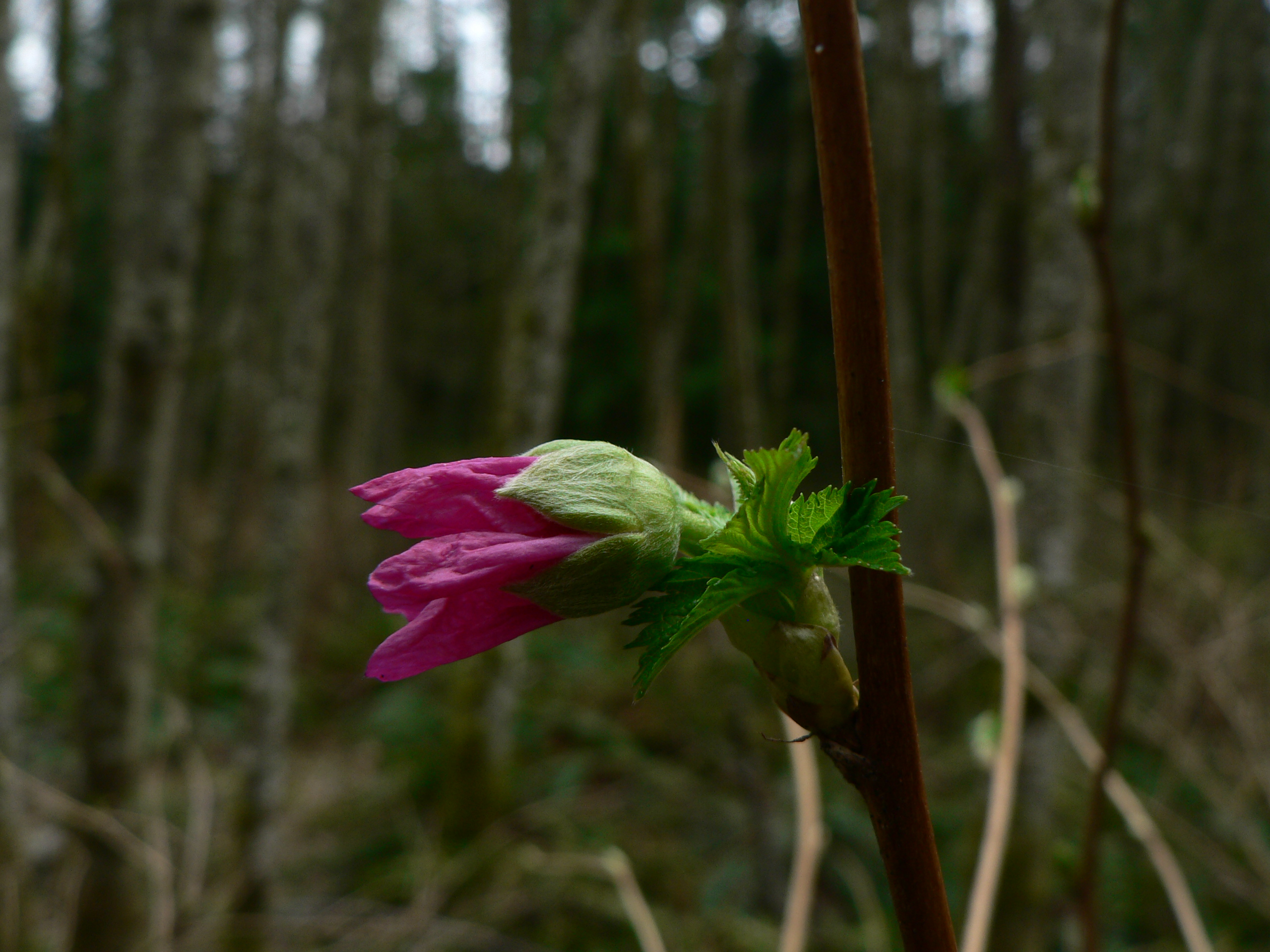
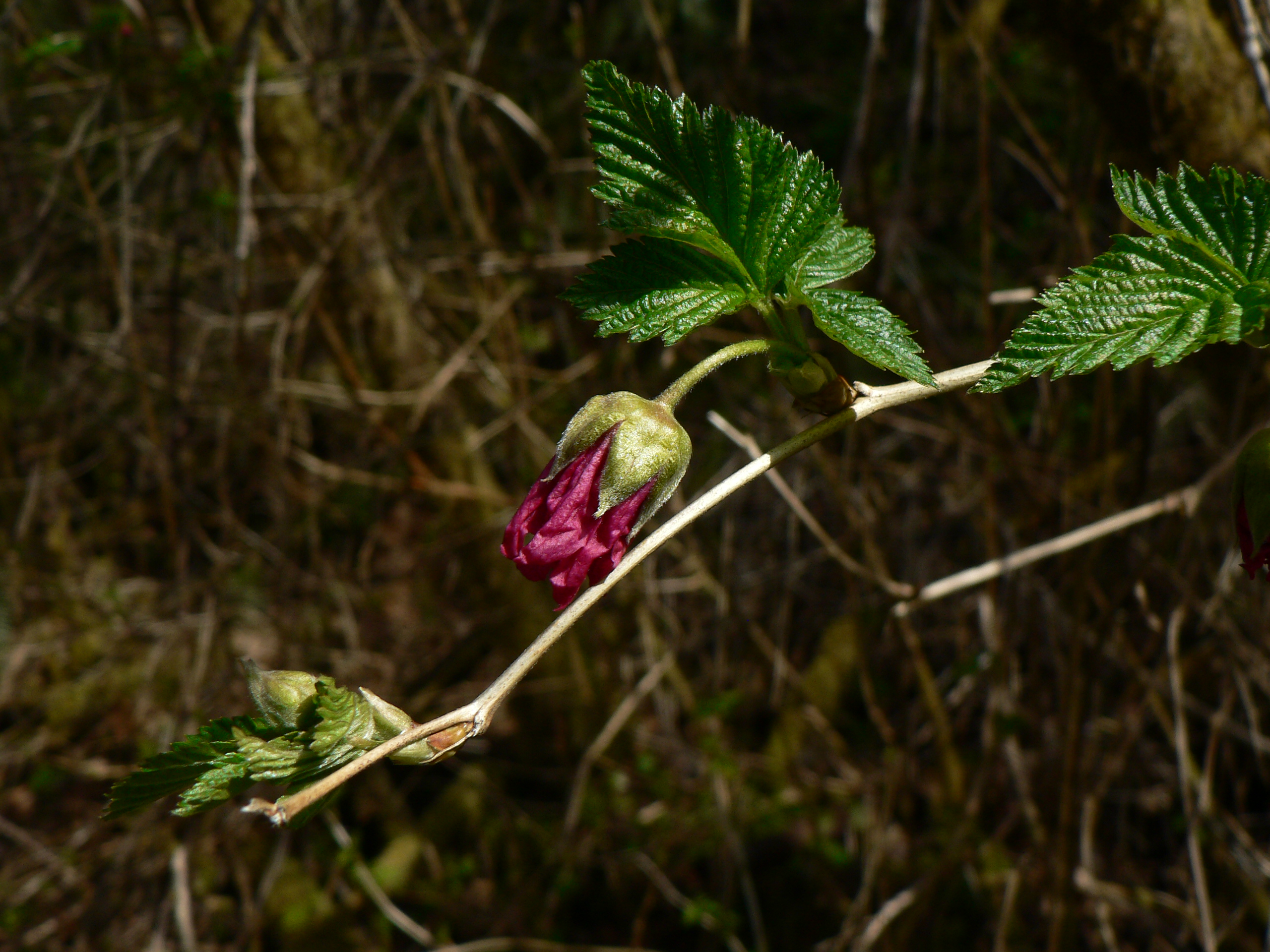